# دنيس ريتشاردسون
دنيس ريتشاردسون (بالإنجليزية: Dennis Richardson)‏ هو محامي وسياسي أمريكي، ولد في 30 يوليو 1949 في لوس أنجلوس في الولايات المتحدة، وتوفي في 26 فبراير 2019 في سنترال بوينت في الولايات المتحدة بسبب سرطان. حزبياً، نشط في الحزب الجمهوري. وقد انتخب عضو مجلس نواب أوريغون.

## وصلات خارجية
- الموقع الرسمي